# صحراء لوب

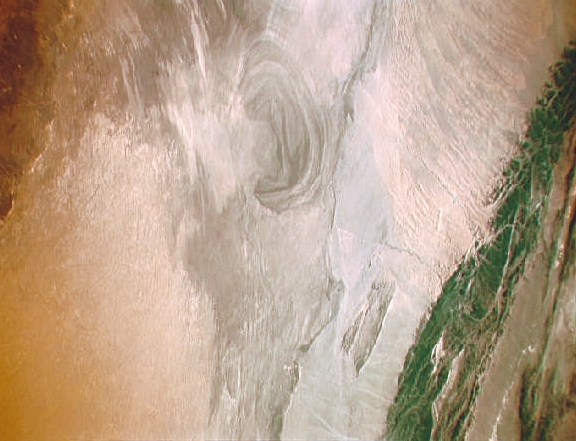
صور من الأقمار الصناعية لصحراء لوب مع حوض البحر السابق لوب نور

صحراء لوب (بالإنجليزية:The Lop Desert) وتسمى أيضا صحراء لوب نور أو لوب أو لوب نور، هي صحراء تمتد شرقا من منطقة كوروكتاغ كورلا على طول حوض تاريم في منطقة سنجان الويغورية ذاتية الحكم في الصين، وهي ذات امتداد أفقي تقريبا، تقع بحيرة بوستن في شمال غرب الصحراء وهي على ارتفاع 1030 م إلى 1040 م (3380 إلى 3410 قدم)، في حين أن لوب نور في جنوب شرق البلاد لا تملك سوى ارتفاع قدره 250 متر.
في الماضي كانت صحراء لوب نور ضخمة تقع في الجزء الشرقي من منطقة سنجان، ولكن بسبب جفاف نهر تاريم في أواخر القرن العشرين الميلادي أصبحت الصحراء مجدبة، على الرغم من أنه لا تزال هناك حياة ملحوظة، ولا يزال يمكن العثور في الصحراء على مجاري الأنهار، وعادة ما يكون الطقس متقلب، وقد أسفرت تحركات الكثبان الرملية عن مقتل المئات من الناس.

## وصلات خارجية
- كتاب Central Asia and Tibet
- مقالة عن صحراء لوب نسخة محفوظة 1 ديسمبر 2007 على موقع واي باك مشين.